# تيموثي آرشامبو
تيموثي آرشامبو (بالإنجليزية: Timothy Archambault)‏ هو مهندس معماري وملحن أمريكي، ولد في 9 فبراير 1971 في ويليمانتيك في الولايات المتحدة.